# Старскрим
Старскрим (Starscream) је иэмишљени лик из популарне цртане серије Трансформерс, заснованој на линији играчака које су произвели Такара и Хасбро.

## Генерација 1
Старскрим је командант ваздухопловне јединице Десептикона. Његова највећа и једина амбиција је да влада, у чему га спречава кукавичлук, али и непромишљеност. Из дана у дан, Старскрим смишља нове начине да збаци Мегатрона са положаја вође Десептикона, што његов супарник толерише, не само зато што је свестан да су Старскримови издајнички планови унапред осуђени на пропаст, већ и зато што не жели да изгуби способног ратника и најбољег летача своје армије. У анимираној серији, Старскрим често наликује кловну чија фрустрација због неиспуњења нереалне амбиције служи да забави гледаоце, међутим, његов имењак из Марвел стрипова је знатно интелигентнији и лукавији опортуниста са изразито британским смислом за хумор.
Старскрим се трансформише у  борбени авион, а наоружан је нал-реј топовима који онеспособљавају сваки погођени механизам на период од неколико минута. У његовим спецификацијама је наведено да може да постигне брзину од 2.8 маха, као и да полети до суб-орбиталних висина до 80 km, након чега може да се спусти на Земљу у року од свега пар минута.

### Анимирана серија
Пре него што је започео војну каријеру, Старскрим је био научник и истраживач. Земљу је посетио много пре осталих Десептикона, за време Златног Доба Кибертрона, у склопу истраживачке експедиције са тадашњим пријатељом и колегом Скајфајером. Скајфајер је, међутим, за време експедиције нестао, тако да се Старскрим, након узалудне потраге за изгубљеним пријатељом, вратио на Кибертрон сам и убрзо после тога придружио Мегатроновој армији, оставивши првобитну професију иза себе.
Старскрим је био један од Десептикона који су током борбе у свемиру са Аутоботима упали у аутоботски брод Арку, проузроковавши његов пад на Земљу који је осудио све присутне на деактивацију од четири милиона година. Након вулканске ерупције 1984. године, бродски компјутер Телетран 1 се пробудио и аутоматски оспособио Десптикона Скајворпа који се игром случаја нашао у опсегу скенера за алтернативне трансформације. Скајворп је потом активирао остале Десептиконе, укључујући и Старскрима, који је довео до обнављања рата на Земљи када је у знак „опроштаја“ са још увек деактивираним Аутоботима пуцао на брод и тако ненамерно покренуо секвенцу за оспособљавање Оптимуса Прајма.
У наредном периоду, Старскрим је играо важну улогу у већини Мегатронових борберних стратегија. Након хаоса који је настао као резултат Мегатроновог плана да привуче Кибертрон у Земљину орбиту, Старскрим је безуспешно покушао да уништи Земљу и прикупи енергију коју је њена експлозија требало да произведе. Затим је више пута покушао да заузме положај вође Десептикона, чему је био најближи (али не и успешан) када је, из освете што га је Мегатрон изопштио из армије, од пронађених возила из Другог светског рата створио Комбатиконе.
Својих пет минута Старскрим је дочекао тек 2005. године, када је Мегатрон остао онеспособљен после исцрпљујуће борбе са Оптимусом у току напада на Аутобот Сити на Земљи. Током повлачења на Кибертрон, Старскрим је искористио Астротрејнов захтев за олакшање терета да се реши беспомоћних повређених Десептикона, укључујући и Мегатрона, кога је са задовољством избацио лично. Међутим, и овај план се Старскриму обио о главу, јер је његовог несрећног вођу Уникрон призвао и реформисао у облик Галватрона, претворивши га у свог поданика. Галватрон се ипак, пре извршавања Уникроновог задатка, вратио на Кибертрон и омео Старскримово крунисање испаливши у њега топ који је издајника претворио у прах и пеопео. Старскримова владавина је тиме званично постала најкраћа у историји Кибертрона.
После Уникроновог уништења, Старскрим се вратио у облику духа, и покушао да створи себи тело—у чему је успео на кратко—пре него што га је Галватрон поново погодио из топа и послао у далеке крајеве свемира.